# Parròquia de Stāmeriena
La Parròquia de Stāmeriena (en letó: Stāmerienas pagasts) és una unitat administrativa del municipi de Gulbene, Letònia. Abans de la reforma territorial administrativa de l'any 2009 pertanyia al raion de Gulbenes.
Un dels edificis més importants és el Palau de Stameriena que va ser construït al voltant de 1835 en estil neoclassicista i restaurat en estil Art Nouveau després de patir un incendi el 1905. Va ser visitat en diverses ocasions per l'escriptor italià Giuseppe Tomasi di Lampedusa. Un altre edifici important és l'església ortodoxa d'Alexandre Nevski, construïda entre 1902-1904 quan la majoria dels habitants practicaven la religió ortodoxa. Va ser restaurada l'any 2004.

## Pobles, viles i assentaments
- Vecstāmeriena (centre parroquial)
- Kalniena
- Stāmeriena
- Lāčplēši
- Namsadi
- Putrāni
- Medņi
- Āboliņi
- Skolas
- Stancmuiža
- Stūrastas

## Hidrologia

### Rius
- Dzelzupe
- Kazupe
- Melnupīte
- Paparze
- Pogupe
- Rūdupe

### Llacs i embassaments
- Llac Kalnienas
- Llac Kauguru
- Llac Ludza
- Llac Pogas
- Llac Stāmerienas

## Persones notables
- Edward Leedskalnin 1887-1951, escultor.